# Washington (Connecticut)
Washington è un comune di 3.693 abitanti degli Stati Uniti d'America, situato nella Contea di Litchfield nello Stato del Connecticut.